# 巴丁宜阿里暗沙群
，位于南沙群岛南部，地理位置重要，新加坡至菲律宾马尼拉的巴拉望航道经过此地，是鲁克尼亚暗沙群（Luconia Shoals）的南滩群。巴丁宜阿里暗沙群现由马来西亚政府实际控制，附近多石油钻井平台。中华人民共和国政府和中华民国政府亦声称拥有其主权。

## 名称
美国地名委员会使用的名称为South Luconia Shoals（南魯克尼亞暗沙群），马来西亚称为Gugusan Beting Patinggi Ali（巴丁宜阿里暗沙群），中国则称南康暗沙。
Luconia的词源是菲律宾第一大岛吕宋岛（Luzon）的古称。苏格兰地理学家、英国皇家学会会员，曾经先后担任英国东印度公司和英国海军水道测绘局首席水文专家的亚历山大·达尔林普尔在1784年出版的Account of shoals in the China sea（《中国海中的浅滩说明》）和1786年出版的Memoir of a Chart of the China Sea（《中国海海图回忆录》）记载：英国船吕宋號（Luconia）于1776年航行过程中发现该暗沙：“在北纬5°24′，东经112°30′一带发现一暗沙，深一又二分之一浔，呈东北偏北和西南偏南走向，为坚石。”“吕宋號暗沙群”或“魯克尼亞暗沙群”（Luconia Shoals）之名由此而来。
Patinggi Ali之名则来自19世纪的砂拉越马来民族领袖拿督巴丁宜阿里（Datu Patinggi Ali）。他曾在1830年代带领人民反抗汶莱统治，之后与詹姆斯·布洛克合作，最终于1844年在峇当鲁巴河（Batang Lupar River）战役中遭敌人伏击身亡。
1935年中华民国水陆地图审查委员会审定公布《中国南海各岛屿华英地名对照一览表》，South Luconia Shoals的名称被音译为“南卢康尼亚滩”。1947年中华民国内政部公布《南海诸岛新旧名称对照表》，对南海诸岛地名进行了修订，使其听起来更有中国特色，南卢康尼亚滩改称“南康暗沙”，其“康”字即是从“卢康尼亚”省译而来。1983年中华人民共和国中国地名委员会公布的《我国南海诸岛部分标准地名》也沿用“南康暗沙”的名称。

## 地理
巴丁宜阿里暗沙群是隶属于鲁克尼亚暗沙群的南滩群，北滩群则是北康暗沙。巴丁宜阿里暗沙群形似一个东西走向的鸡蛋，长30海里，宽15海里，面积约为900平方公里。距离马来西亚砂拉越美里海岸丹绒峇南84海里（约155公里）。巴丁宜阿里暗沙群目前有六个已被馬來西亞政府正式命名的珊瑚礁。班丁破礁是巴丁宜阿里暗沙群中唯一露出水面的岛礁。
| 英文名称                           | 马来西亚使用名称                | 中国使用名称 | 坐标                                | 水下深度（米） |
| ---------------------------------- | ------------------------------- | ------------ | ----------------------------------- | -------------- |
| （South Luconia Shoals）           | （Gugusan Beting Patinggi Ali） |              |                                     |                |
| 斯蒂甘特礁（Stigant Reef）         | （Terumbu Sahap）               |              | 5°02′N 112°30′E / 5.033°N 112.500°E | 4.6            |
| 康奈尔礁（Connell Reef）           | （Terumbu Dato Talip）          |              | 5°06′N 112°34′E / 5.100°N 112.567°E | 1.8            |
| 赫勒尔德礁（Herald Reef）          | （Terumbu Saji）                |              | 4°57′N 112°37′E / 4.950°N 112.617°E | 2              |
| 科穆斯暗沙（Comus Shoal）          | （Beting Merpati）              |              | 5°01′N 112°56′E / 5.017°N 112.933°E | 8.2            |
| 里士满礁（Richmond Reef）          | （Terumbu Balingian）           |              | 5°04′N 112°43′E / 5.067°N 112.717°E | 3.6            |
| 魯克尼亞破礁（Luconia Breakers）   | 班丁破礁（Hempasan Bantin）             |              | 5°01′N 112°38′E / 5.017°N 112.633°E | >0             |
| 塞拉布兰卡礁（Sierra Blanca Reef） | （Beting Batu Puteh）1          |              | 4°51′N 112°32′E / 4.850°N 112.533°E | 4.6            |

1) Beting Batu Puteh并非马来西亚政府对于Sierra Blanca Reef的正式名称，为民间取Sierra Blanca名称的西班牙语原意「白山」翻译成马来语Batu Puteh「白石」，目前马来西亚政府未公佈其正式名称。

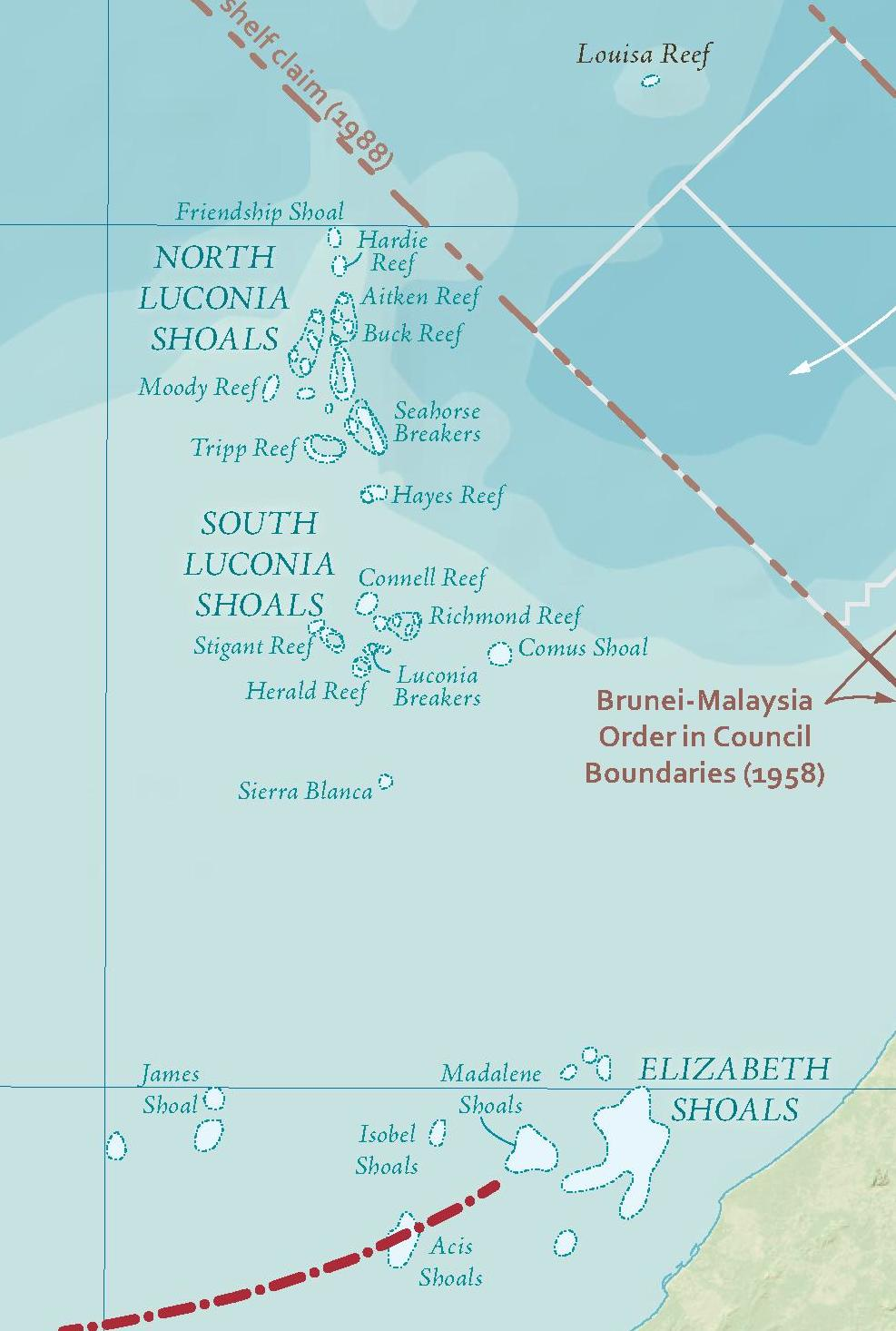
巴丁宜阿里暗沙群（South Luconia Shoals）地理位置

## 领土争端

### 2013年-2014年
自2013年9月4日起，中国海岸警卫队船只开始一直在巴丁宜阿里暗沙群区域巡航和锚泊。中国国家海洋局也报告称2014年中国海警在魯克尼亞暗沙群海域「有效值守」。2014年3月20日，马来西亚首相署部长沙希旦·卡欣首次在国会中提到了中国海警船出现在马来西亚专属经济区的课题，入侵事件自2013年开始升级，主要集中在南康暗沙（南鲁克尼亚暗沙）、北康暗沙（北鲁克尼亚暗沙）和曾母暗沙（詹姆士暗沙）区域。在2013年到2014年，共监测到7起入侵事件，涉及中国海军和中国海警的16艘船只，而该水域本该是无害通过区域。

### 2015年
因马来西亚与中国之间在政治和经济方面的密切关系，过去在与中国的领海争议问题上，马来西亚总体上采取了较为温和谨慎的态度，但中国船只入侵海域的情况却愈发频繁。2015年6月3日，沙希旦在其脸书发布中国海警船1123号停泊在巴丁宜阿里暗沙群的照片，该海警船已锚泊在该区域长达两年之久。他强调该区不是主权诉求相重叠的海域，而是位于马来西亚200海里专属经济区内，并指责任何未经许可停留在该水域的外国船只都是“侵略者”（Penceroboh）。政府已派遣海军和海事执法局船只全天候监控该地区，以确保国家主权，同时表示马来西亚首相纳吉也将在同中国国家主席习近平会晤时直接提出此事。
8月15日，沙希旦表示，马来西亚将继续就中国海警船侵入砂拉越巴丁宜阿里暗沙群附近的海域提出外交抗议，因中国船只已经在砂拉越水域停留了两年时间，但从未收到中国的任何官方声明，政府正在通过外交渠道确保外国船只离开砂拉越水域。砂拉越美里的渔民也不满中国海警船停泊在巴丁宜阿里暗沙群，要求砂拉越政府介入，以放置标志或国旗来表明砂拉越主权，因为曾有中国海警船的武装人员威胁在当地捕鱼的渔民，导致渔民不敢靠近该区域。
8月31日马来亚独立日，澳大利亚业余海洋考古学家汉斯贝雷科文（Hans Berekoven）与他的妻子和海洋研究队员，以及砂拉越博物馆代表莫哈末谢曼（Mohd Sherman Sauffi Willian Jinep），一同前往巴丁宜阿里暗沙群的班丁破礁，在中国海岸警卫队和马来西亚皇家海军舰艇的注视下，将一根不锈钢旗杆安装在水泥底座上，升起马来西亚国旗，宣示马来西亚在当地的主权。汉斯贝雷科文与他的海洋研究团队，此前在查阅资料后，在巴丁宜阿里暗沙群的海底发现了于1840年沉没的英国商船墨尔本子爵号（Viscount Melbourne）的船骸。在此前的6月23日，他建议马来西亚政府申请将鲁克尼亚暗沙群列入联合国教科文组织的世界遗产名录，这将有助于保护浅滩免受中国的侵害。汉斯贝雷科文表示，树立国旗之举对于保护考古研究和警告中国退让很重要，在过去的两年里，中国海警的船只长期停泊在该地区，而该区域可能存在一个已有12,000多年历史巽他大陆架的失落文明遗迹。
11月4日，外交部长阿尼法阿曼表示，1982年《联合国海洋法公约》授权马来西亚拥有专属经济区和距离海岸200海里的大陆架，因此巴丁宜阿里暗沙群属于砂拉越，不受主权重叠的主张影响。对于有报导称砂拉越美里省的渔民一直被中国海警驱赶一事，阿尼法称政府始终采取适当措施，包括巡逻、监视以及执法活动，以确保维护南中国海的国家利益，因此当地渔民不必害怕，可以在专属经济区自由捕鱼。马来西亚海军和海事执法局船只也已经加强了在该海域巡逻的频率，从2014年的269天增加到2015年的345天。马来西亚政府还希望提升海事执法局的能力和部署更多资产，以扩大其作业范围到距海岸200海里。
11月下旬，正值马来西亚吉隆坡主办第27届东盟峰会与第10届东亚峰会期间，中国海警船离开了巴丁宜阿里暗沙群区域。而在当月早些时候，东盟国防部长会议对中国在南海区域的活动未能取得共识，在没有联合宣言发表的情况下结束。12月14日，沙希旦在国会揭露，国家测量局之前放置于巴丁宜阿里暗沙群的标记碑已消失无踪，反而被「外国语言」书写的木结构标志物取代。

### 2016年
2016年2月13日，正值农历新年期间，中国海警部队再次出现在巴丁宜阿里暗沙群附近的传闻甚嚣尘上。马来西亚国防部长希山慕丁表示，政府正在寻求最佳解决方案，以解决中国船只侵占砂拉越巴丁宜阿里暗沙群水域的问题，以避免就此事与大国「打架」。砂拉越州首席部长阿德南已要求中国驻马大使与他会面，以解释中国海警船为何出现在巴丁宜阿里暗沙群海域。3月10日，中国驻马大使黄惠康否认中国安全部队侵入砂拉越水域，也否认中国海警阻止当地渔民在涉事地点捕鱼的说法，表示这只是该国海警队的例行巡逻，他们的存在不是威胁，因为巡逻舰队并没有停泊在那里，而是一直在移动。
不到一个月后，3月24日，马来西亚政府发现有约100艘中国船只入侵巴丁宜阿里暗沙群海域。首相署部长沙希旦表示已下令马来西亚海事执法局部署三艘船只对该地区进行监测，且表示马来西亚皇家海军也在那里拥有资产。中国外交部发言人洪磊则淡化此事，称目前是南中国海捕鱼季节，每年此时中国的拖网渔船都会在相关海域进行「正常的捕鱼活动」
。部分马来西亚政府官员否认此事，海军首长阿末卡玛鲁查曼（Ahmad Kamarulzaman Ahmad Badaruddin）和国防部长希山慕丁表示，没有在巴丁宜阿里暗沙群海域发现任何中国渔船。3月31日，马来西亚外交部证实了先前的媒体报道，即大量悬挂中国国旗的渔船侵入了南中国海的马来西亚巴丁宜阿里暗沙群海域，并且与中国的海警船只一起出现在当地海域。同日，马来西亚外交部传召中国驻马大使黄惠康，要求其作出解释，并告知马来西亚对大批中国渔船入侵马来西亚水域事件的关注。
6月1日，马来西亚海事执法局官员揭露了此前未报道的事件细节。他称在3月时，马来西亚巡逻艇的官员在发现了中国海警的大型船只后，对方竟高速驶向马来西亚巡逻艇，像是在向马方的船只冲锋，可能是出于恐吓目的。马来西亚官员表示此前曾在巴丁宜阿里暗沙群看过好几次中国海警船只，但还是首次面对如此激进的遭遇，对此深感震惊。事件促使马来西亚国防部宣布计划在美里以南的民都鲁附近建立一个新的海军前沿作战基地，以提升砂拉越的保安，监督南中国海海域和砂拉越海域的船运动向。

### 2017年
中国持续在巴丁宜阿里暗沙群海域附近长期巡航，妨碍砂拉越钻井平台的作业，并对船只作出恐吓行为。《南华早报》分析认为，中国海岸警卫队在砂拉越海岸附近的鲁克尼亚暗沙群几乎不间断地巡逻，是中国政府发出的一个信号，表明它计划在其对南中国海大部分地区有争议的主权声索范围内保持海上存在。
根据美国智库战略与国际研究中心旗下的亚洲海事透明倡议组织（AMTI）资料，从2016年12月底到2017年2月底的60天内，中国海警队的船只几乎一直出现在鲁克尼亚暗沙群海域。中国海警船3306号至少巡逻到2017年1月6日，1月12日被中国海警船3501号取代；而中国海警船3501号一直巡逻到2月3日左右，2月15日又被中国海警船3402号取代。在此期间，只有一艘马来西亚政府的船只，即马来西亚皇家海军的雪兰莪号（KD Selangor）吉打级护卫舰，从1月22日至1月29日在鲁克尼亚暗沙群上跟踪巡逻。在此期间它的行动距离中国海警船3501号仅有4海里，这表明它的目的可能是在监测中国海警船。
1月9日，砂拉越海事执法机构主任依斯迈利（Ismaili Bujang Pit）表示，针对社交媒体近来盛传政府因中国施压而撤除张挂在巴丁宜阿里暗沙群的国旗，他强调绝无此事。去年8月8日，澳大利亚广播公司报道，此前由海洋考古学家汉斯贝雷科文等人于2015年8月31日在巴丁宜阿里暗沙群的班丁破礁插上的马来西亚国旗，已在中国施压下，被马来西亚海事执法局官员降下。但依斯迈利表示砂拉越海事执法机构从未接获上级要求降下馬來西亞国旗的指示，也没有接获国旗遭人降下的投报。
3月8日，马来西亚海事执法机构指出，中国海岸警卫队的巡逻船出现在当地海域的次数令人担忧，在巴丁宜阿里暗沙群下锚的中国海巡船显然不尊重《联合国海洋法公约》，其阐明从领海基准线算起的200海里是属于该国的专属经济区。海事执法机构已向外交部提出外交抗议，认真看待中国海岸警卫队的巡逻船的出现和区域安全的课题。
9月14日，砂拉越政府根据《1998年国家公园和自然保留区条例》，在砂拉越政府宪报上颁布鲁克尼亚暗沙群为砂拉越的海洋国家公园，包括南康暗沙和北康暗沙在内，面积达101万1772公顷，颁布国家公园的目的是为了保护海洋资源，以用作于生物多样性的研究和学习，并保护该地区的历史古迹以及促进旅游业。

### 2018年
2018年6月28日，砂拉越森林局和砂拉越渔业局在民都鲁举行简报会，以向砂拉越渔业协会通报建立鲁克尼亚暗沙国家公园的提议，以及他们行使权利和特权主张的过程，并向渔民收集意见。7月10日，砂拉越森林局表示正收集各方意见及拟定完整管理计划，包括区分哪个点允许捕鱼、哪个区可规划为观光景点等。整个筹备工作预计将于年底完成，之后该局将把报告提呈至州内阁待定夺。9月13日，砂拉越首席部长阿邦佐哈里宣布，砂拉越政府已经将属于美里水域的鲁克尼亚暗沙群列为海洋国家公园，并且是马来西亚最大的海洋保护区。
9月和10月，马来西亚皇家海军军舰3502号和176号，对在南康暗沙和北康暗沙海域的中国海警船3306号的附近巡航了至少两天。

### 2019年
2019年5月下旬，中国海警船35111号在马来西亚砂拉越州海岸的巴丁宜阿里暗沙群附近水域巡逻，并对马来西亚钻油平台和近海供应船只进行了高度挑衅行为。根据一个月后在中国社交媒体上的未核实贴文，中国海警船试图阻止Sapura Esperanza钻井平台的作业，贴文附上的图片显示海警船35111号与钻井平台非常接近，贴文称另一艘海警船46302号也参与了Sapura Esperanza附近的行动。5月10日到5月27日，中国海警船35111号对巴丁宜阿里暗沙群附近进行密集巡逻，包括一部分SK 308油气区块。两艘马来西亚近海供应船只整个5月都在SK 308区块和砂拉越海岸之间来回航行，为Sapura Esperanza提供补给服务。5月21日，中国海警船35111号在这两艘船附近环绕航行，并进入其80米范围内，被认定为深具挑衅意味。
2019年7月9日，中国海警船出现在砂拉越鲁克尼亚国家公园水域。当时一艘拥有合法准证的马来西亚旅游潜水船，载有超过20位潜水员，遭到中国海警船46302号驱赶。该中国海警船更尾随潜水船，其中一次与潜水船保持最近距离约2海里。虽然当时马来西亚皇家海军的一艘军舰也驻守在附近海域，不过这艘潜水船最终还是遭到中国海警船驱离。马来西亚合法旅游业者在当地水域推行旅游活动，却遭受中国海警船驱赶的事件，已不是首次发生，严重影响本地旅游业。
从2018年9月到2019年9月，在过去的365天中，有258天至少有一艘中国海警船在鲁克尼亚暗沙群附近。9月，马来西亚海军辅助舰金银花5号（KA Bunga Mas 5）在距离中国海警5401号船的2海里处巡逻。亚洲海事透明倡议组织分析，中国频繁出入争议海域，似乎决心在不实际占领的情况下试图控制南康暗沙和北康暗沙。中国似乎意在长期保持对这些海域的半永久巡航，从而强迫马来西亚接受中国对这些海域的实际控制。这一策略已经在黄岩岛对菲律宾奏效，如果中国能够在南康暗沙和北康暗沙成功实现，那么这将使其扩展在南海岛礁管辖权的步伐更加势不可挡。

### 2020年
2020年7月14日，马来西亚总稽查署公布《2018年第三系列总稽查司报告》，揭发中国军警在2016年至2019年期间曾入侵马来西亚水域多达89次，引起举国哗然。中国擅闯的海域主要集中在巴丁宜阿里暗沙群区域，其中有72次是中国海岸警卫队所为，其余17次则是中国人民解放军海军。马来西亚外交部曾在2017年针对中国军警入侵海域而向中国提出第一份外交照会，随后也在2018至2019年期间5次向中国递交了外交照会。
7月15日，马来西亚外交部长希山慕丁表示，在他担任外交部长的首100天内，已没有发生中国船只闯入海域的事件。但独立媒体《当今大马》根据船艇追踪网站“海事交通”的船舶自动识别系统（AIS）卫星监控，却显示中国海岸警卫队长期闯入马来西亚海域内的巴丁宜阿里暗沙群附近巡逻，每次巡逻数周，甚至是一次就逗留数个月。马来西亚前外交部长阿尼法也批希山慕丁的说法不实。随后希山慕丁澄清，称只是指当年4月至5月马来西亚国油勘探船与中国船只对峙的单一事件获得解决。
7月29日，马来西亚向联合国呈普通照会（note verbale），称中国的主张违反《联合国海洋法公约》且不具法律效力，并逾越中国在公约下规定的海域边界，罕见地强烈反对中国对南海主权的主张。8月29日，马来西亚海军部署吉兰丹号（KD Kelantan）巡逻舰到巴丁宜阿里暗沙群，促使中国海警船5403号离开。
11月25日，亚洲海事透明倡议组织揭露，当月中国海警船与马来西亚海军舰船在巴丁宜阿里暗沙群附近对峙。中国海警船5402号自11月2日起在巴丁宜阿里暗沙群以西的油气区块海域巡逻，马来西亚随即派出皇家海军辅助舰金银花5号跟踪。中国海警船5402号在11月19日驶近一个由马来西亚与泰国公司协议营运的Borr Gunnlod钻井平台，干扰钻油作业，最近时距离不足2海里。该钻油台距砂拉越仅40多海里，这是该组织记录中国骚扰行动中最接近马来西亚海岸的一次。马来西亚随即再派出马来短剑级濒海任务舰到附近海域巡逻并跟踪中国舰艇。

### 2021年
2021年5月31日，正值马来西亚与中国建交47周年日，马来西亚皇家空军在巴丁宜阿里暗沙群空域拦截了16台中国军机。当时马来西亚皇家空军侦查到中国军机队伍进入新加坡飞行情报区，较后又转换方向前往巴丁宜阿里暗沙群附近。过程中，大马空军多次尝试命令他们联系亚庇飞航情报区的航空交通管制员，但中国空军没有遵守命令，反而继续逼近大马领空，一度抵近砂拉越海岸60海里处。大马空军于是在下午1点33分出动拦截这组中国军机。有鉴于亚庇飞航情报区的空中交通密度，马来西亚表示此入侵事件是对国家主权及航空安全的严重威胁。马来西亚外交部将提外交抗议，召见中国大使要求解释。中国使馆则称这是中国空军的例行飞行训练活动，中方没有进入他国领空。
6月4日，在中国军机入侵事件仅过了4天后，马来西亚海事执法局报告发现一艘中国海警船再次侵入距离砂拉越美里84海里的巴丁宜阿里暗沙群附近，并就此与马来西亚皇家海军合作进行密切监视。

### 2024年
7月27日，砂拉越美里钓鱼俱乐部秘书文森·罗（Vincent Lo）表示，尽管鲁克尼亚暗沙是马来西亚的领土，但中国海警船只的存在使得当地渔民和钓鱼爱好者无法自由前往该海域，特别是巴丁宜阿里暗沙群。文森·罗指出，中国海警船只定期巡逻的情况使他们很难去钓鱼，因为他们担心受到的干扰，如果他们想前往中国海警船只巡逻区附近的海域，还需要获得当局的许可。他敦促在该地区举办更多活动，以表明这是马来西亚的主权领土。文森·罗表示，虽然近来没有发生骚扰钓鱼者或渔民的事件，但过去曾发生过渔民被中国船只驱赶的事件。7月28日，马来西亚国防部长卡立诺丁表示将调查有关中国海警船只出现在南海的说法，以确定外国船是停泊还是只是路过。他指出，若中国海警船只仅通过该海域就沒有问题，因为根据国际法，马六甲海峡和南海的水域允许自由通行，但若外国船只若未经授权停泊在马来西亚领海，将视作侵犯大马主权。

## 参阅
- 鲁克尼亚暗沙群
- 北康暗沙